# Historia rzymska Appiana z Aleksandrii
Historia rzymska (gr. Ῥομαϊκὴ ἱστορία) − główne dzieło Appiana z Aleksandrii, powstałe pod koniec jego życia. Nie jest wykluczone, że impulsem do napisania Historii były obchody związane z 900. rocznicą założenia miasta Rzym. Stąd można przyjąć, że rok 147 n.e. jest terminem, po którym Appian zaczął pisać swoje dzieło, a które musiał ukończyć jeszcze przed rokiem 163 n.e. Dzieło jest ważnym źródłem dla współczesnej historiografii (szczególnie dla okresu pomiędzy rokiem 167 a 68 p.n.e.). Pod wrażeniem Historii Appiana pisał Karol Marks list do Fryderyka Engelsa.

## PodziałHistorii rzymskiej
Appian odbiegł od annalistycznego układu dziejów Rzymu zastosowanego przez Dionizjusza, czy Liwiusza. Swoje dzieło ułożył według systemu geograficznego, czy też etnograficznego, idąc za przykładem Eforosa. Do dziś zachowało się 11 ksiąg (w tym druga połowa ks. 11). Na koniec swego dzieła Appian zapowiadał napisanie historii wojen Trajana z Partami oraz przegląd administracji państwa rzymskiego, ale tych ksiąg już nie dokończył.

## Źródła Appiana
Relacja Appiana jest cenna, a źródła z których dość pobieżnie korzystał, wytrzymują krytykę historyczną, zwłaszcza w zestawieniu z innymi źródłami dla danych okresów. Głównych źródeł dzieła Appiana nie zdołano jednoznacznie ustalić. Mógł sięgać po Kwintusa Klaudiusza Kwadrygariusza, annalistę z czasów Sulli. Cytuje prawdopodobnie Lucjusza Kasjusza Heminę, łacińskiego historyka z II w. p.n.e. Odwołuje się do pamiętników Cezara, a także relacji Polibiusza. Wspomina oficjalne dokumenty Oktawiana Augusta, pamflety okresu wojny domowej. Korzystał prawdopodobnie z Polliona (jego «Historia», napisana w jęz. łacińskim, nie zachowała się).

## Styl dzieła
Appian nie wysilał się zbytnio w attycyzowaniu swego dzieła, w archaizowaniu stylu naśladował Herodota. Pisał w koine, bez słownego zdobnictwa; język zabarwiony wulgaryzmami i latynizmami.

## Wydania dzieła

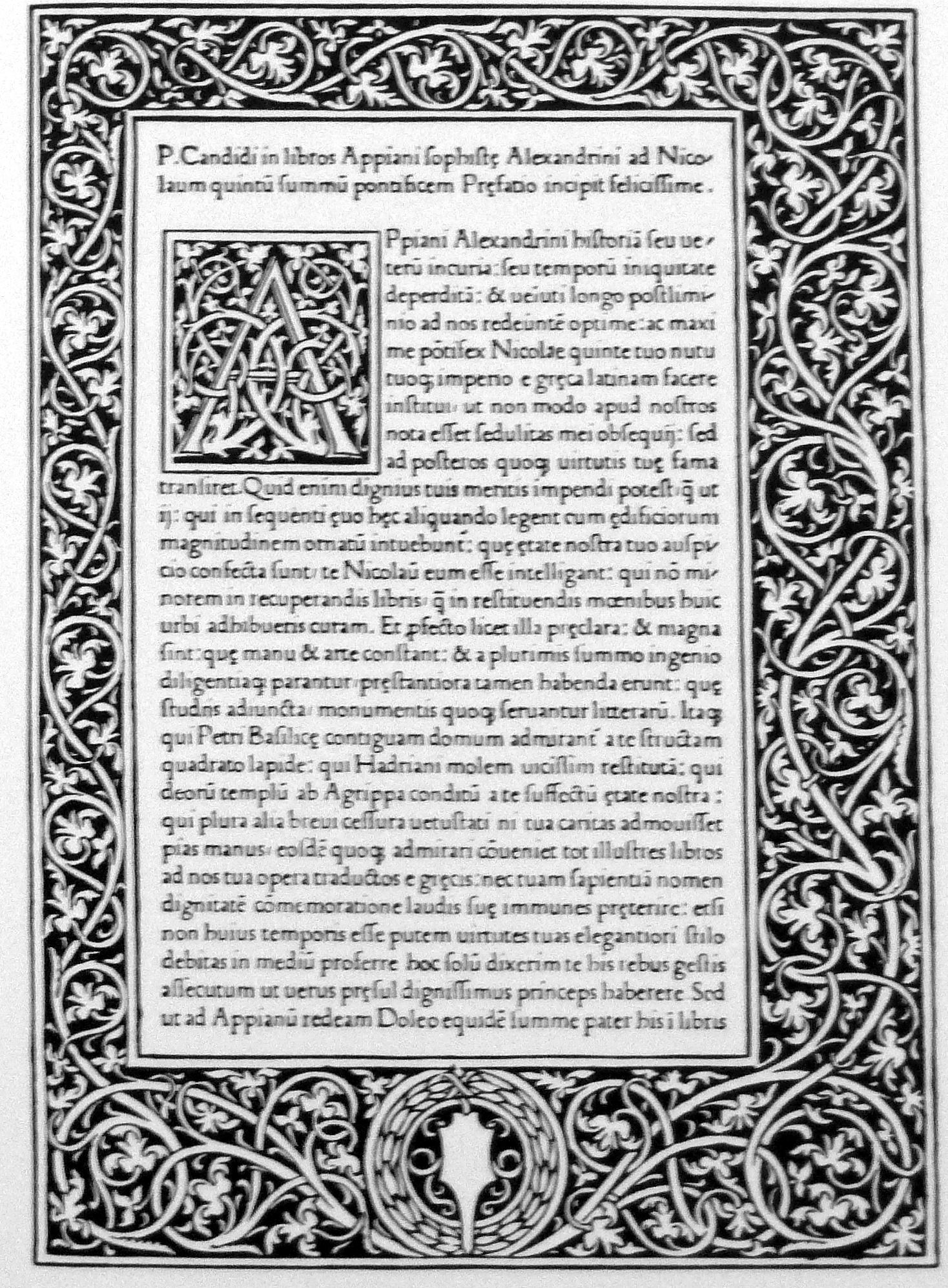
Historia Romana wydana przez Erharda Ratdolda w 1477

- Appian z Aleksandrii, Historia Rzymska (część 1 i 2), Ossolineum, Wrocław 1957, przeł. Ludwik Piotrowicz.
- Appian z Aleksandrii, Historia rzymska, tłum. i oprac. L. Piotrowicz, Wrocław 2004.
- Appiani Alexandrini Romanarum historiarum quae supersunt: Novo studio conquisivit, digessit, ad fidem codicum msstorum recensvit, supplevit, emaculavit, varietatem lectionum adiecit. Lipsiae: Weidmanni Haeredes et Reichium, 1785. Brak numerów stron w książce
- I. Bekker, Bibliotheca Teubneriana, Lipsk 1852/53 (cz. 2), wydanie krytyczne.
- F. W. J. Dilleniusa, Frankfurt a. M. 1793, pierwsze wydanie niemieckie wraz z objaśnieniami.
- L. Mendelssohn, Appiani Historia Romana, Bibliotheca Teubneriana, Lipsk 1879–81 (cz. 2).
- L. Mendelssohn-Viereck: Appiani Historia Romana. Wyd. ed. altera correctior. Lipsk: Bibliotheca Teubneriana, 1905. Brak numerów stron w książce